# فولفيو نيستي
فولفيو نيستي (بالإيطالية: Fulvio Nesti)‏ (مواليد 8 يونيو 1925) هو لاعب كرة قدم. يلعب مع منتخب إيطاليا لكرة القدم. سبق له أن لعب في كأس العالم لكرة القدم مع منتخب بلاده.

## روابط خارجية
- فولفيو نيستي على موقع الاتحاد الدولي (مؤرشف)  (الإنجليزية)
- فولفيو نيستي على موقع قاعدة بيانات كرة القدم.إي يو (الإنجليزية)
- فولفيو نيستي على موقع ناشيونال فوتبول تيمز (الإنجليزية)
- فولفيو نيستي على موقع عالم كرة القدم.نت (الإنجليزية)